# Heinrich Düntzer
Johann Heinrich Joseph Düntzer, född 12 juli 1813 i Köln, död där 16 december 1901, var en tysk filolog och litteraturhistoriker.
Düntzer blev 1837 privatdocent i klassisk litteratur i Bonn och 1846 bibliotekarie vid gymnasiebiblioteket i Köln samt fick 1849 professors titel. De viktigaste av hans filologiska arbeten är Die Lehre von der lateinischen Wortbildung (1836), Die Declination der indogermanischen Sprachen (1839), Homer und der epische Cyklus (1839), Kritik und Erklärung der horazischen Gedichte (1840–46) och Die homerischen Fragen (1874). 
Düntzer övergick senare till forskning rörande Johann Wolfgang von Goethe. Utan att vara nämnvärt originell eller i strängt vetenskaplig mening källkritisk har dock betytt mycket genom att bland sin tids publik väcka intresset för Goethe. I hans omfattande produktion märks Goethe als Dramatiker (1837), Goethe's Faust (1850–51; andra upplagan 1857), Frauenbilder aus Goethe's Jugendzeit (1852), Freundesbilder aus Goethes Leben (1853), Schiller und Goethe (1859), Aus Goethe's Freundeskreise (1868), Erläuterungen zu den deutschen Classikern (85 häften, 1855–1900) och Goethes Leben (1880), varjämte han utgav brevsamlingar av stort värde för den nyare tyska litteraturhistorien. Det populärt lagda kommentarverket Erläuterungen zu den deutschen Klassikern (78 häften, 1855–80) blev mycket använda på grund av sin rikedom på upplysningar, men kritiserades för otillräcklig filologisk apparat och bristande poetisk uppfattning.